# Головизнин Язок
Головизнин Язок — поселок в Селтинском районе Удмуртской республики.

## География
Находится в западной части Удмуртии на расстоянии приблизительно 1 км на север по прямой от районного центра села Селты на правом берегу реки Кильмезь.

## История
Известен с 1955 года как сплавная пристань. С 1965 года поселок. До 2021 года входил в состав Кильмезского сельского поселения.

## Население
Постоянное население составляло 214 человек в 2002 году (русские 63 %, удмурты 34 %), 156 в 2012.